# 桑泰尔地区富科库尔
桑泰尔地区富科库尔（法語：Foucaucourt-en-Santerre，法語發音：[fukokuʁ ɑ̃ sɑ̃tɛʁ]），或纯音译作富科库尔昂桑泰尔，是法国上法蘭西大區索姆省的一个市镇，属于佩罗讷区。

## 地理
桑泰尔地区富科库尔（49°52'29"N, 2°46'31"E）面积6.91 平方千米，位于法国上法蘭西大區索姆省，该省份为法国北部沿海省份，北起加来海峡省和北部省，西接滨海塞纳省和大西洋英吉利海峡，南至瓦兹省，东临埃纳省。
与桑泰尔地区富科库尔接壤的市镇（或旧市镇、城区）包括：许涅、费村、方丹莱卡皮、埃尔勒维尔、苏瓦耶库尔、韦尔芒多维莱尔。
桑泰尔地区富科库尔的时区为UTC+01:00、UTC+02:00（夏令时）。

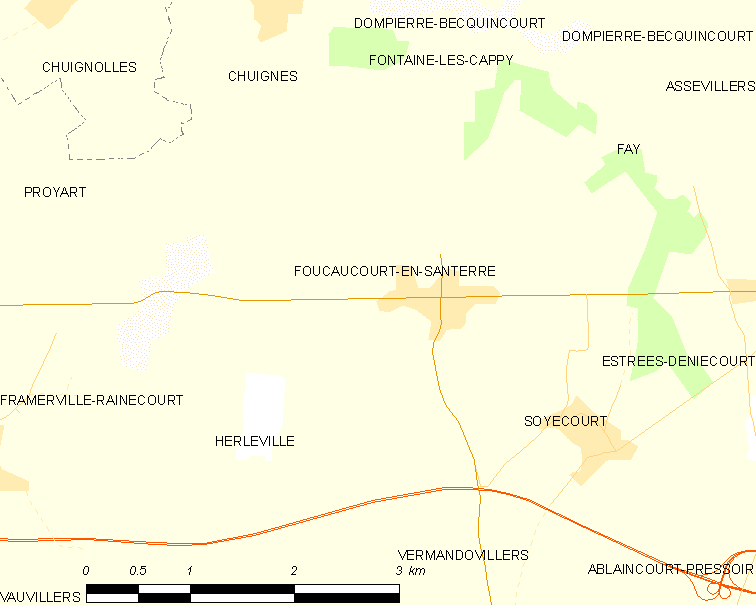
桑泰尔地区富科库尔的OSM定位图

## 行政
桑泰尔地区富科库尔的邮政编码为80340，INSEE市镇编码为80335。

## 政治
桑泰尔地区富科库尔所属的省级选区为阿姆县。

## 人口

1962-2008年间桑泰尔地区富科库尔人口变化图示

桑泰尔地区富科库尔于2022年1月1日时的人口数量为233人。